# Реметеа-Поганичи (Караш-Северин)
Реметеа-Поганичи (рум. Remetea-Pogănici) насеље је у Румунији у округу Караш-Северин у општини Фарлиуг. Oпштина се налази на надморској висини од 182 m.

## Прошлост
Аустријски царски ревизор Ерлер је 1774. године констатовао да место "Ремете" припада Букошничком округу, Карансебешког дистрикта. Становништво је било претежно влашко.

## Становништво
Према подацима из 2002. године у насељу је живело 232 становника.

### Попис2002.
| Расподела становништва по националности 2002.‍ | Расподела становништва по националности 2002.‍ | Расподела становништва по националности 2002.‍ | Расподела становништва по националности 2002.‍ | Расподела становништва по националности 2002.‍ |
| --------------------------------------------- | --------------------------------------------- | --------------------------------------------- | --------------------------------------------- | --------------------------------------------- |
|                                               |                                               |                                               |                                               |                                               |
| Румуни                                        | Румуни                                        |                                               | 190                                           | 83,0%                                         |
| Роми                                          | Роми                                          |                                               | 33                                            | 14,4%                                         |
| Украјинци                                     | Украјинци                                     |                                               | 6                                             | 2,6%                                          |